# Traité byzantino-vénitien (1082)
Pour les articles homonymes, voir Traité byzantino-vénitien.
Le traité byzantino-vénitien de 1082 est un accord commercial doublé d’un accord de défense entre l’Empire byzantin et la république de Venise. Il prit la forme d’un chrysobulle (ou bulle d’or) émanant de l’empereur Alexis Ier Comnène. Cette entente, qui concédait aux Vénitiens d’importants avantages commerciaux en échange de leur aide contre les Normands, sera le premier d’une série de traités qui seront conclus après la reconquête de Constantinople par l’empereur Michel VIII Paléologue.

## Contexte historique
La bataille de Manzikert du 26 août 1071 avait considérablement fragilisé l’Empire byzantin en Anatolie  face aux Seldjoukides devenus la force dominante du monde musulman. Pendant qu’elle faisait face aux Turcs en Asie, Byzance devait aussi lutter en Europe contre les Normands de Robert Guiscard reconnu par le Saint-Siège comme seigneur de territoires faisant officiellement partie de l’Empire byzantin. Au péril extérieur s’ajouta pendant le court règne de Michel VII (1071-1078) des révoltes militaires qui se terminèrent par la chute de l’empereur et l’extinction de la dynastie des Doukas.
Arrivé au pouvoir en avril 1081, le nouvel empereur byzantin Alexis Ier Comnène devait donc faire face à deux dangers pressant. Son armée étant trop faible pour s’attaquer au problème turc, il décida de faire face au péril européen, plus immédiat. Avec son fils, Bohémond de Tarente, Robert Guiscard menaçait de s’emparer de Dyrrachium sur la côte dalmate, point de départ de la Via Egnatia qui ouvrait la route vers Thessalonique et Constantinople. Les intérêts d’Alexis Ier coïncidaient avec ceux des Vénitiens qui redoutaient de voir Guiscard tenir les deux rives du détroit d’Otrante, ce qui lui aurait permis de bloquer la sortie des navires vénitiens quittant l’Adriatique. Parallèlement, Alexis tenta de se gagner l’appui de l’empereur germanique Henri IV soucieux des visées de Guiscard sur Rome.
Du rapprochement entre l’empire et la république de Venise, résulta un traité en fonction duquel, en contrepartie de divers droits commerciaux concédés à la république ainsi que d’avantages protocolaires et monétaires pour son doge et son  patriarche, Venise mettait au service de l’empereur sa flotte pour couper la ligne de ravitaillement de Guiscard. Cet accord se présentait non sous forme d’un traité, procédé normal entre États souverains, mais d’un chrysobulle, document officiel muni d’un sceau en or par lequel l’empereur concédait un certain nombre de privilèges à un État faisant, selon les vues byzantines, partie de l’empire universel qu’il dirigeait.

## Date de l’accord
De nombreux débats ont eu lieu entre spécialistes concernant la datation du document. Le chrysobulle original n’étant pas parvenu jusqu’à nous, il n’en reste que des traductions latines dans des  chrysobulles de Manuel I et Isaac II. Il en est résulté que les dates varient selon les historiens et que les faits, analysés par ceux-ci sous différents angles, sont sujets à interprétation. Selon certains, les concessions n’auraient été consenties qu’en 1092, si l’on s’en tient à la conjoncture des évènements et aux différentes dates citées dans d’autres documents officiels; d’autres suggèrent plutôt l’année 1084, car l’octroi des privilèges promis en 1082 ne se serait matérialisé que plus tard.

## Les clauses de l’accord

La république de Venise, les États normands d’Apulie, de Calabre et de Sicile gouvernés par Robert Guiscard, ainsi que les autres États de l’Adriatique en 1084.

L’accord concède à la république de Venise d’importants droits commerciaux et divers avantages protocolaires et monétaires au doge et au patriarche de Venise (officiellement patriarche du Grado) : 
- La pleine liberté de commerce dans l’empire sauf en mer Noire où elle provoquerait une concurrence pour les produits agricoles[9].

- L’établissement d’un quartier vénitien à Constantinople avec entrepôts, église et boulangerie[10].

- L’affranchissement de tout « kommerkion » et droit de douane[1].

- Le titre de « protosebastos » est accordé au Doge et à ses successeurs[11].

- Le titre ecclésiastique d’ « hypertimos » (« le plus vénéré ») est accordé au Patriarche de Grado[12].

- Une rente est octroyée au Doge et au Patriarche[13].

- Un paiement annuel en or est promis aux églises de Venise (excepté à l’église Saint-Marc), la communauté amalfitaine (rivaux des Vénitiens à Constantinople) ayant la responsabilité de la rente [13].

- Des propriétés sont accordées aux Vénitiens à Constantinople, Dyrrachium, et partout où ils le sollicitent[14].

- La juridiction sur la Dalmatie (déjà accordée en 998-995[8]) et de la Croatie est reconnue[15].

Toute non-observance des concessions, privilèges ou subventions accordées aux Vénitiens est punissable d’une peine pécuniaire de  10 livres d’or et d’une indemnisation fixée à quatre fois la valeur des biens en question.

## Les suites
En mai 1081, Robert Guiscard et sa flotte traversèrent l’Adriatique pour aller assiéger Dyrrachium, début de la Via Egnatia qui conduisait à Thessalonique et à Constantinople. Alexis Ier, couronné depuis peu, lança un pressant appel au doge Domenico Selvo. Ce dernier réagit immédiatement et prit lui-même le commandement d’une flotte de 14 bâtiments de guerre et de 45 autres navires qui arriva à Dyrrachium au moment où la flotte normande était déjà amarrée dans le port. Réduite par les fortes tempêtes qu’elle avait dû affronter au cours du voyage, cette flotte n’était pas de taille à affronter celle de Venise qui semble-t-il faisait déjà usage du feu grégeois, secret de la puissance navale byzantine  . L’aide de la flotte vénitienne ne suffit pas toutefois et, après avoir vaincu une armée dirigée par l’empereur Alexis lui-même, les Normands s’emparèrent de la ville au terme d’un siège de huit mois. Les marchands vénitiens qui y étaient installés durent quitter la ville et regagner Venise. En quelques semaines, toute l’Illyrie se trouva aux mains des Normands qui s’emparèrent peu après de Kastoria en Macédoine, au milieu des Balkans. Guiscard aurait probablement continué son avance mais il dut précipitamment retourner en Italie à l’appel du pape assiégé dans Rome par l’empereur Henri IV. En 1083, sachant que Guiscard avait quitté les Balkans, le doge envoya une nouvelle flotte qui captura à la fois Dyrrachium et l'île de Corfou plus au sud. Guiscard devait revenir dans les Balkans en 1084 et tenter de s’emparer de Corfou où l’attendait une flotte conjointe byzantine et vénitienne. Deux batailles eurent lieu qui se terminèrent par une victoire si éclatante des forces alliées que le doge renvoya à Venise tous les navires endommagés, se retirant lui-même sur la côte albanaise avec le reste de la flotte en attendant le départ des Normands. Réunissant toutes les forces dont il pouvait encore disposer, Guiscard lança une attaque surprise sur les forces byzantino-vénitiennes, lesquelles furent mises en déroute. Les Byzantins fuirent par voie de terre alors que le doge réussit à s’échapper avec sa flotte, non sans avoir perdu 9 grandes galères, 3000 marins et 2500 prisonniers. Humilié, le doge ne survécut pas à cette défaite et dut abdiquer en décembre 1084.
Sur le plan économique, dans les années qui suivirent cet accord, l’exportation de produits agricoles et l’importation d’objets de luxe se multiplièrent . Les Vénitiens eurent la possibilité de commercer comme ils le désiraient dans l’empire  et, par conséquent, en vinrent à contrôler la majeure partie de l’économie commerciale en Méditerranée. Du côté byzantin, l’empire perdit progressivement le contrôle de son économie. Le successeur d’Alexis Ier, Jean II Comnène, tentera bien de mettre fin aux privilèges, mais en vain; il finira par confirmer le chrysobulle dont les clauses seront reconduites en 1148 et 1187 par des chrysobulles de Manuel I et Isaac II .
Comme devait l’écrire le byzantiniste Charles Diehl au sujet des conséquences de cet accord : « Dans tout l’empire grec, Venise s’installait, prenait pied, jouissant partout d’un traitement de faveur; elle devenait l’intermédiaire nécessaire de tout le trafic entre l’Orient et l’Occident; ses rivales italiennes, Bari, Amalfi, Pise et Gênes même, moins privilégiées qu’elle, lui faisaient difficilement concurrence, et la décadence de la marine byzantine achevait de lui donner le monopole qu’elle avait conquis. ».